# نيدو (علامة تجارية)
نيدو (Nido) هي علامة تجارية لبودرة ومسحوق الحليب المجفف تم تصنيعها بواسطة نستله. تم تقديمه عام 1944. تدعي الماركة التجارية بأنه يقدم «حلول غذائية لكل مرحلة من مراحل الطفولة».